# Igreja de Annedal
A
Igreja de Annedal (em sueco:  Annedalskyrkan) é uma igreja luterana localizada em Änggården, na cidade de
Gotemburgo, na Suécia.
Foi construída em 1910, e pertence à Diocese luterana de Gotemburgo da Igreja da Suécia.